# Choora
Choora er et sæt af perler eller glassmykker, der normalt er røde og hvide; hvis det fremtræder i andre farver, er der normalt kun en kombination af to forskellige. De benyttes i Indien af en brud på bryllupsdagen Traditionen stammer oprindelig fra  Sikherne i Punjab i det nordlige Indien. En Choora bæres ifølge traditionen i 40 dage, hvorefter ægtemanden afklæder hende den.
Bryllupsritualerne hos Sikherne skal symbolisere samhørighed, intimitet og kærlighed, fysisk, mentalt og åndeligt i et livslangt, ansvarligt fællesskab.